# Čižiškiai
Čižiškiai je malá osada na východním břehu jezera Vištytis v seniorátu Vištytis (Vištyčio seniūnija) v okrese Vilkaviškis v Litvě. Nachází se u litevsko-ruské státní hranice a nedaleko od polsko-litevské státní hranice v Regionálním parku Vištytis (Vištyčio regioninis parkas) v Marijampolském kraji. Krajina, podobně jako jezero Vištytis, byla utvářena ledovcem v době ledové. V roce 2011 zde byl trvale přihlášen jen 1 obyvatel. Místo žije především z turismu a zemědělství.

## Další informace
- Camping Viktorija[2]
- Naučná stezka Naučná stezka Šilelis (Šilelio pažintinis takas)[3]
- Knygnešio Petro Mikolainio gimtinė - rodiště vydavatele a pašeráka litevských knih Petrase Mikolainise (1868–1934)[4]

## Galerie

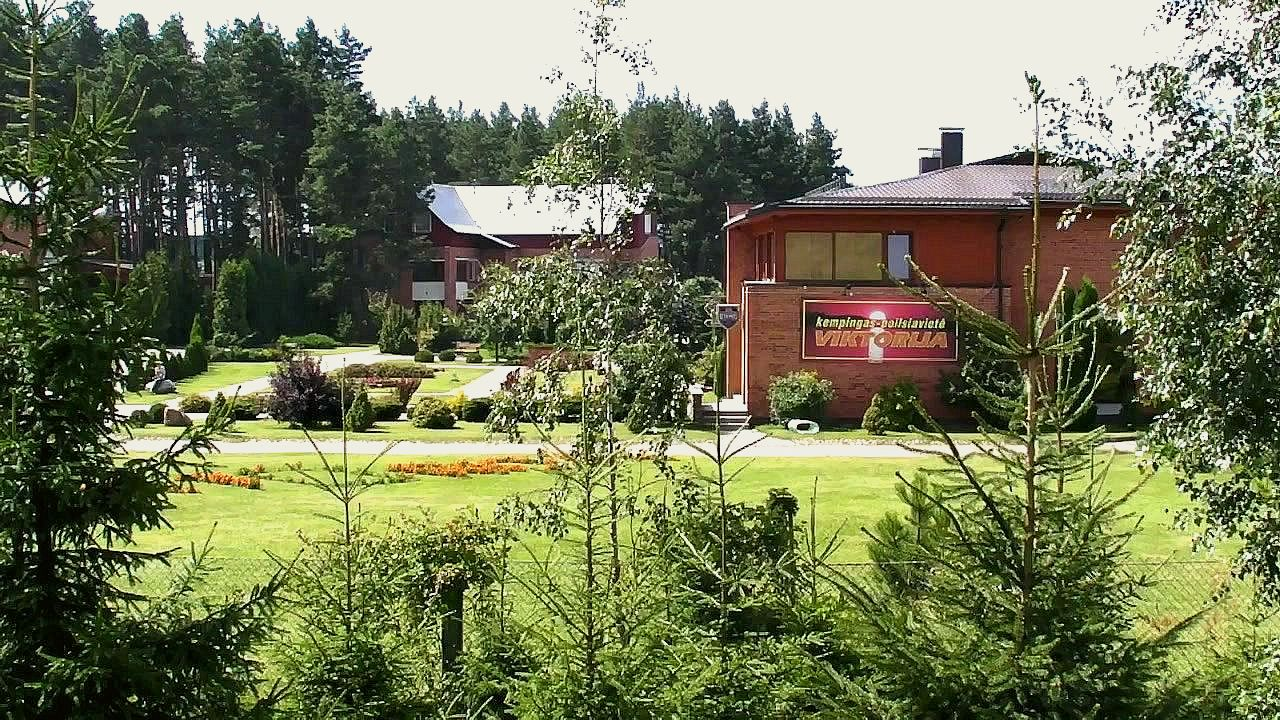
Kemping Viktorija
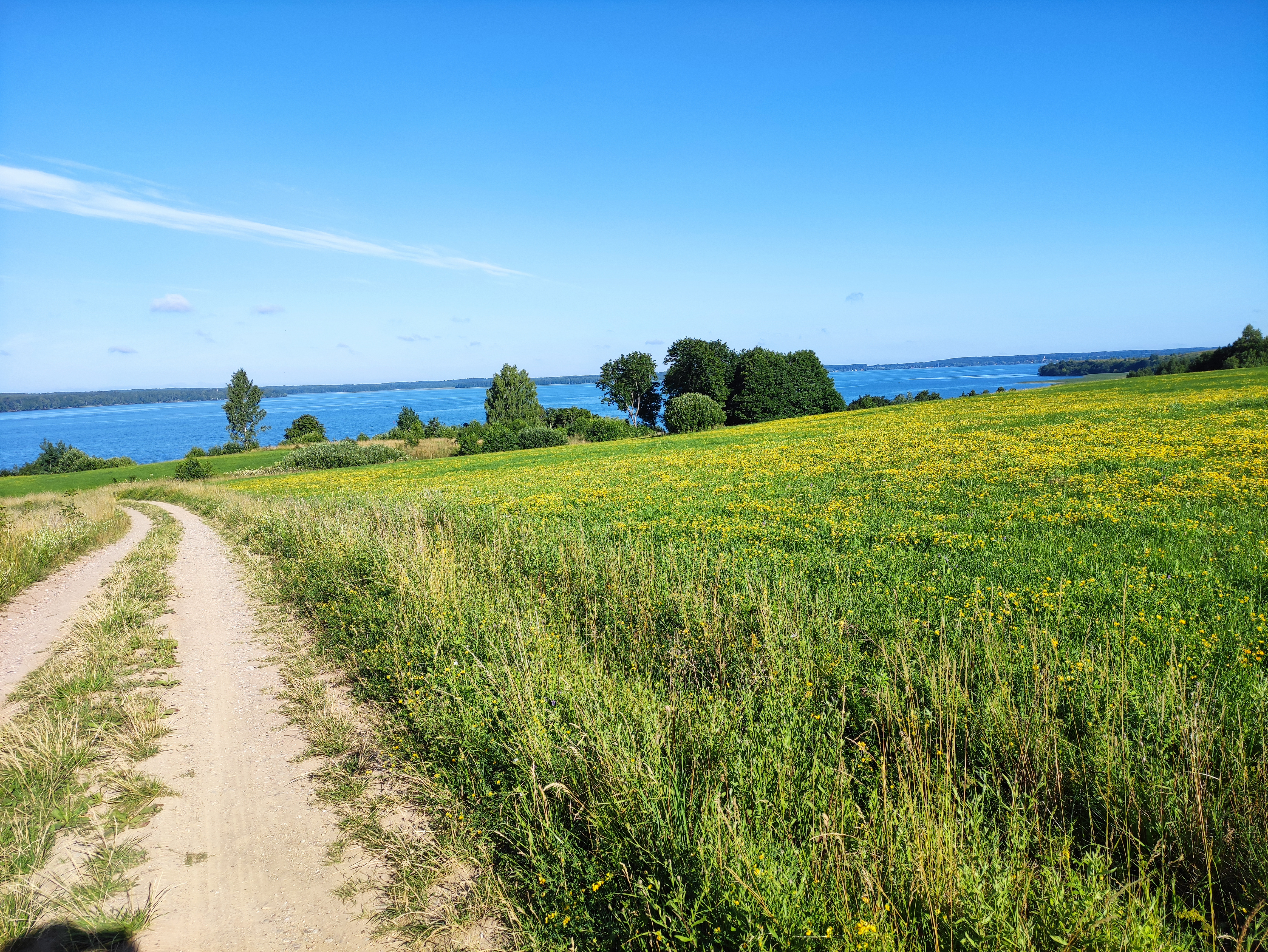
Jezero Vištytis
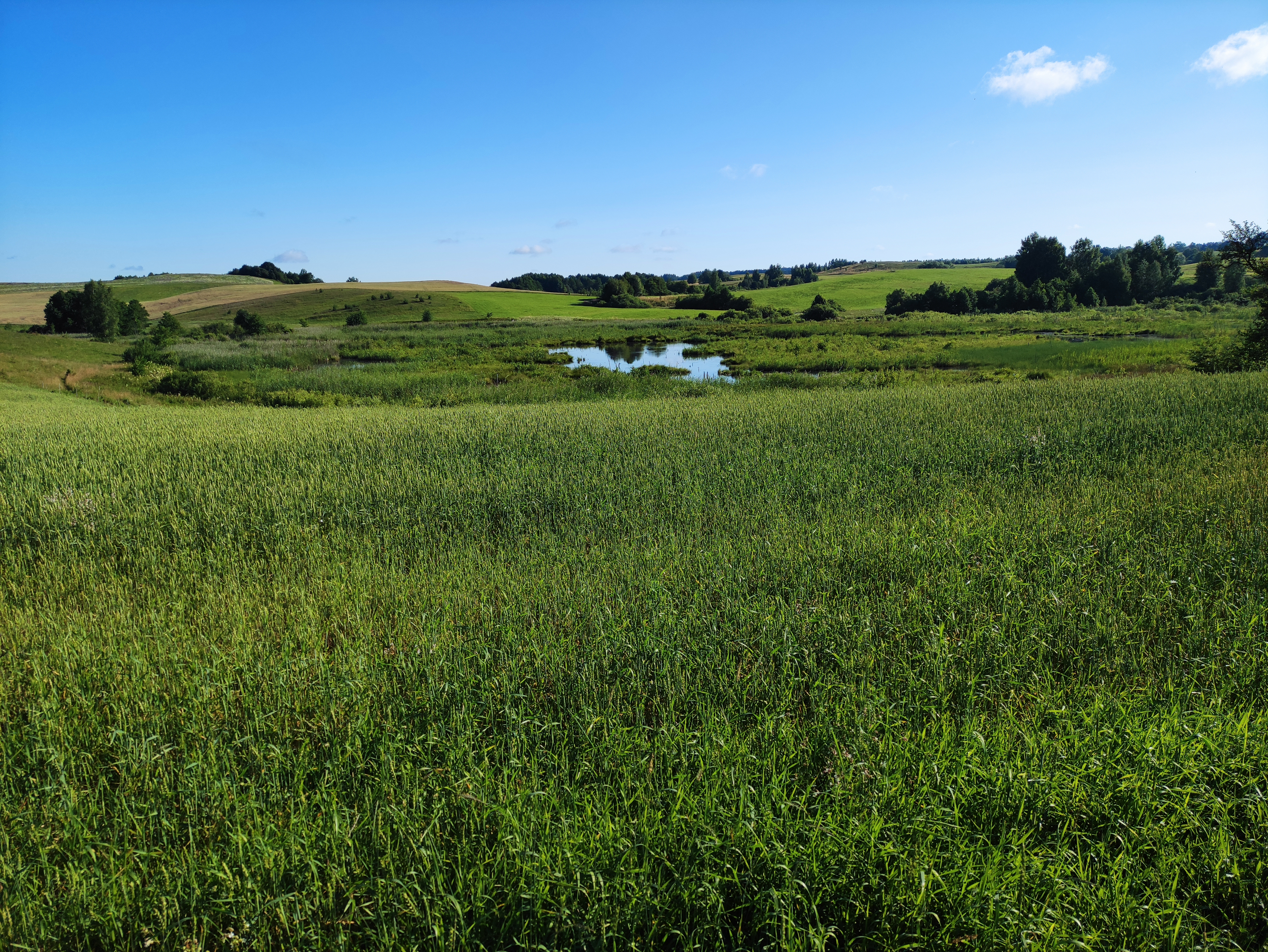
Mokřad
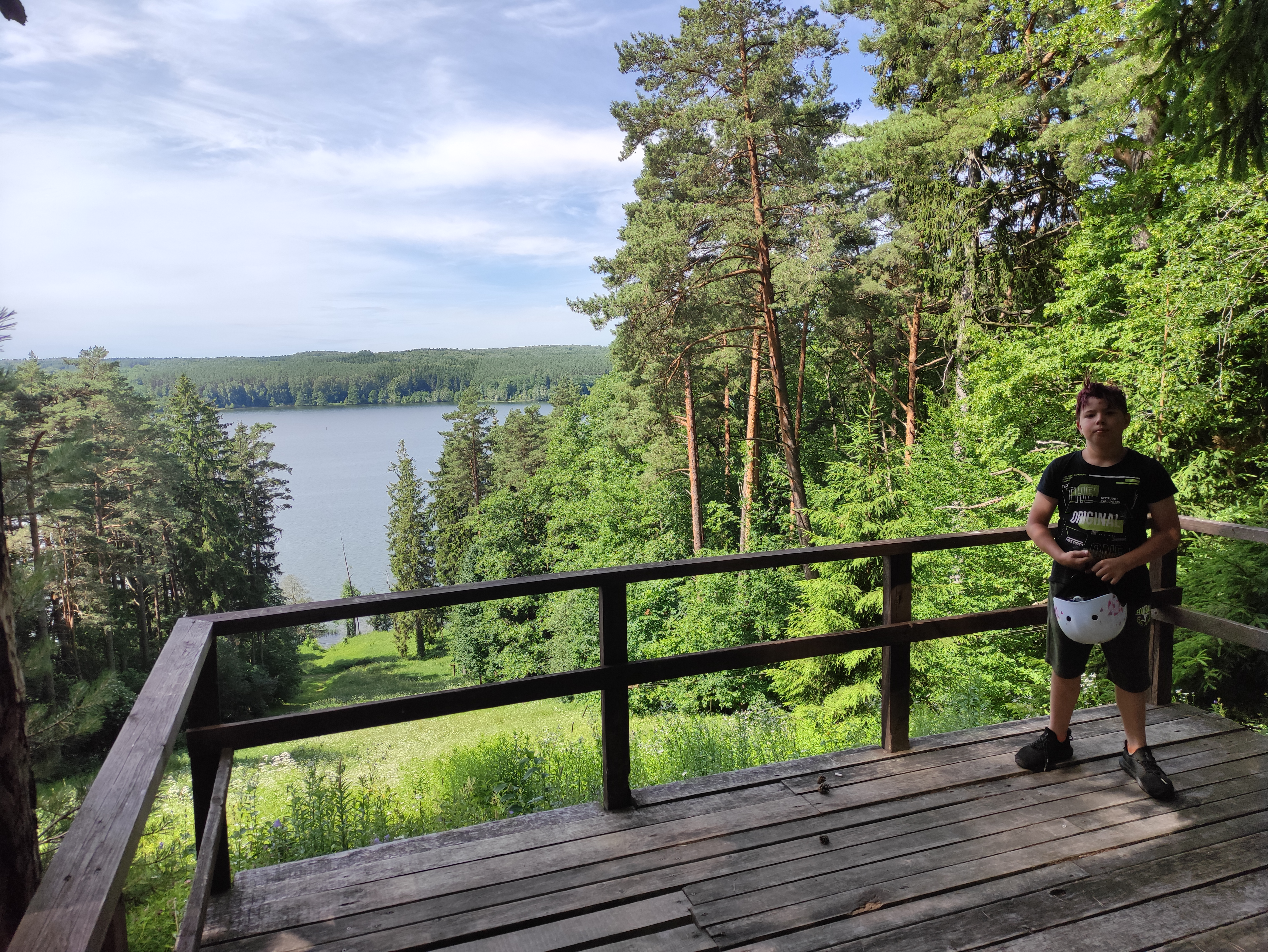
Vyhlídka na naučné stezce Šilelis
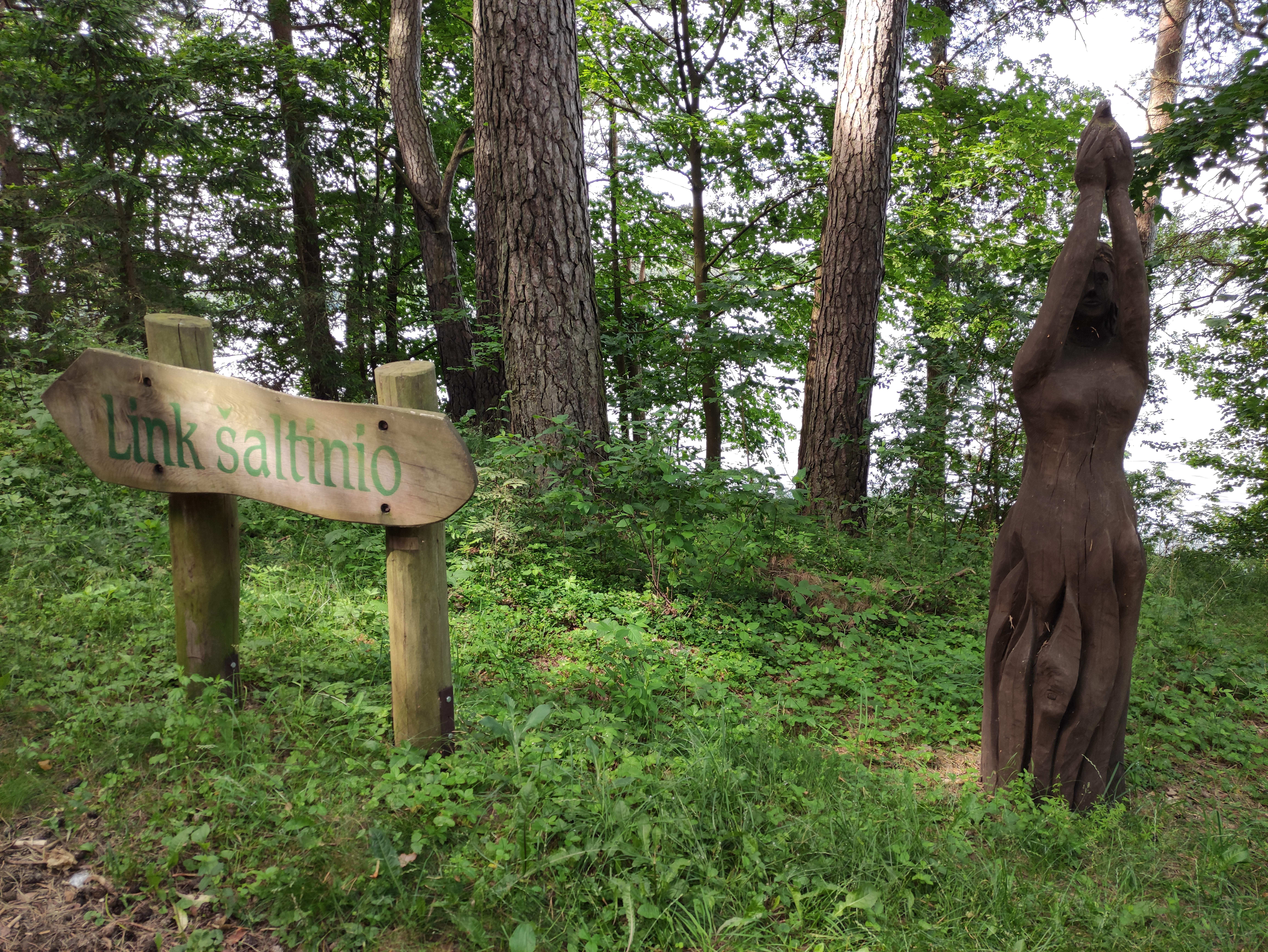
Naučná stezka Šilelis
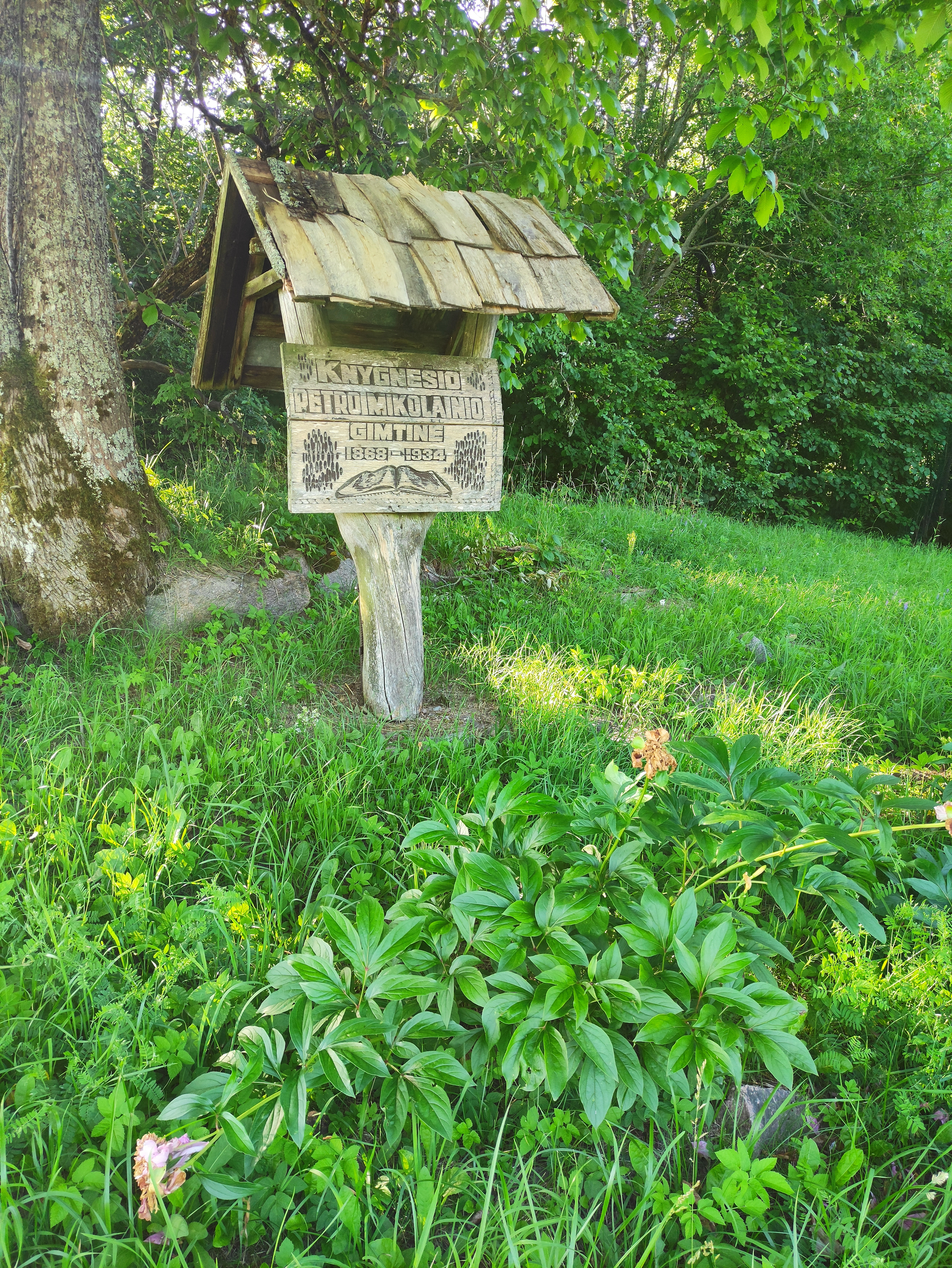
Knygnešio Petro Mikolainio gimtinė